# 里見八犬伝 八珠之記
『里見八犬伝 八珠之記』（さとみはっけんでん はちたまのき）は、2014年2月27日にQuinRoseから発売されたPlayStation Portable用和風ファンタジー・恋愛アドベンチャーゲーム。続編として2014年9月25日に『里見八犬伝 浜路姫之記』が、2015年1月22日に『里見八犬伝 村雨丸之記』が発売。『南総里見八犬伝』をモチーフとした乙女ゲーム作品。

## あらすじ
戦乱の世、女として生を受けた犬塚 信乃は、男装させられる形で育った。父の切腹をきっかけに、妖刀・村雨丸を受け取った彼女は、父の悲願を達成すべくこれを関東公方へ返上することにした。その際、彼女の故郷・大塚村の村長の息子にして、彼女の幼馴染でもある浜路は、もう一人の幼馴染・犬川 荘助に同行を命じる。

## 登場人物
犬塚 信乃（いぬづか しの）- 名前のみ変更可
声 - なし
主人公で、「孝」の珠を持つ犬士。 刀の腕は男顔負け。
犬川 荘助（いぬかわ そうすけ）
声 - 鈴村健一
主人公と浜路の幼馴染。「義」の珠を持つ犬士。
犬山 道節（いぬやま どうせつ）
声 - 保志総一朗
妖刀村雨丸を狙う妖術使い。「忠」の珠を持つ犬士。
犬飼 現八（いぬかい げんぱち）
声 - 岸尾だいすけ
獄舎番だったが、現在は牢に繋がれている。「信」の珠を持つ犬士。
犬田 小文吾（いぬた こぶんご）
声 - 浪川大輔
行徳にある宿・古那屋の息子。「悌」の珠を持つ犬士。
犬坂 毛野（いぬさか けの）
声 - 立花慎之介
女田楽師の美女。「智」の珠を持つ犬士。
犬村 大角（いぬむら だいかく）
声 - 小野友樹
「礼」の珠を持つ犬士。
ゝ大法師（ちゅだいほうし）
声 - 黒田崇矢
ある目的から八犬士達を集めようとする破戒僧。
犬江 親兵衛（いぬえ しんべえ）
声 -
山林房八の息子である生意気な少年。「仁」の珠を持つ犬士。
はち
声 - 市来光弘
謎の少年。
八房（やつふさ）
声 - ？？？
伏姫の犬。人が乗れるほど大きい。
伏姫（ふせひめ）
声 - 藤村鼓乃美
浜路（はまじ）
声 - 江口拓也
主人公と荘助の幼馴染で、大塚村の村長の息子。
山林 房八（やまばやし ふさはち）
声 - 桑畑裕輔
小文吾の義弟。主人公にそっくりの青年。
玉梓（たまずさ）
声 - みさお

## 関連書籍
ファンブック
- 「里見八犬伝 ～八珠之記～公式ビジュアルファンブック」

2014年3月25日発売。2900円（税抜き）
コミック
- 「ふたりの紅い糸 里見八犬伝 八珠之記」

漫画：猫之あんよ
2014年3月22日発売。950円（税抜き）